# Yohan Bernard
Pour les articles homonymes, voir Bernard.
Yohan Bernard (né le 7 août 1974 à Dunkerque), est un nageur français, spécialiste de la brasse.

## Biographie
Nageur du Cercle des nageurs de Cannes, il a été champion de France de l'épreuve du 200 m brasse en 1996 puis quatre années consécutives (de 2000 à 2003).
Dans cette discipline, il est médaillé de bronze aux Championnats d'Europe de 1999 et vice-champion d'Europe à ceux de 2002.
Depuis sa retraite sportive, Yohan Bernard est entraîneur au sein du Cercle des nageurs de Cannes.

## Palmarès
- Championnats d'Europe de natation 1999 à Istanbul  Turquie
  -  médaille de bronze sur 200 m brasse (Temps : 2 min 12 s 96)
- Championnats d'Europe de natation 2002 à Berlin  Allemagne
  -  médaille d'argent sur 200 m brasse (Temps : 2 min 11 s 77)

## Records
- Record de France du 200 m brasse, en 2 min 11 s 77, le 1er août 2002 à Berlin.